# Martín Palermo
Martín Palermo (La Plata, 7. studenog 1973.) argentinski je nogometaš koji je od 2004. do 2011. igrao za Bocu Juniors iz Buenos Airesa. Palermo je također nastupao za argentinsku reprezentaciju. Nadimka Loco (luđak) ili Titán (titan), dugo je igrao u rodnoj zemlji, također za Estudiantes de La Plata. Tri godine nastupao je u Španjolskoj, za Villarreal, Real Betis i Alavés.

## Vanjske poveznice
- Argentina Primera - statistika (šp.)
- Profil na FootballDatabase
- Statistika  Arhivirana inačica izvorne stranice od 28. lipnja 2010. (Wayback Machine) na Guardian.com